# Muscicapa gambagae
El papamoscas gambaga (Muscicapa gambagae) es una especie de ave paseriforme de la familia Muscicapidae propia del África subsahariana y Arabia.

## Distribución y hábitat
Se encuentra diseminado por una amplia franja al sur del Sáhara, desde África occidental a los montes del suroeste de Arabia, distribuido por Burkina Faso, Camerún, Chad,  Costa de Marfil, Yibuti, Etiopía, Ghana, Guinea, Kenia, Liberia, Mali, Nigeria, Arabia Saudí, República Centroafricana, República Democrática del Congo, Somalia, Sudán, Togo, Uganda y Yemen.
Su hábitat natural son los bosques tropicales secos, las sabanas y zonas de matorral.